# Купеческий портрет
Купеческий портрет — это разновидность портретного примитива. Термин «купеческий портрет» введён в 1920-х гг. М. Приселковым (заведующий историко-бытового отдела Русского музея) для обозначения любого портрета представителя этого слоя общества.

Одним из крупнейших исследователей купеческого портрета является А. В. Лебедев, считавший его одной из разновидностей провинциального искусства. Он описал неё только его географию, но и стилистические особенности.
Под руководством С. В. Ямщикова и И. Федоровой была поведена работа по публикации и каталогизации коллекции портретов купечества из собрания музеев Ярославской области, в Рыбинске, Угличе, Переславле-Залесском, Ростове Ярославском.

## Истоки жанра
Купеческий портрет родился «в активном взаимодействии, профессионального и примитивного искусства» . Возникшая в обществе потребность в репрезентации купечества, как основной экономической и общественной силы, привела к поиску новых художественных решений. Так как многие купцы были старообрядцами, то художественный язык старообрядческой религиозной живописи не мог не послужить основной для развития купеческого портрета. Церковное искусство оказало большое влияние и на восприятие самого явления портрета, как средства увековечивания человека, совершавшего богоугодные дела (благотворительность, пожертвования на строительство храмов, помощь обездоленным). Купеческому портрету, выросшему из парсуны , была свойственна внутренняя сосредоточенность модели и её отрешённость от бренного мира, нравоучительность и провозглашение благочестия как основной ценности.

Однако не стоит забывать, что ярославское купечество было богато, и этот аспект не мог не отражаться в портретах. Особенно это заметно на примере женских образов. Примерами для них послужили женские костюмированные и дворянские усадебные портреты, тяготеющие к пышности костюма (приобретающей в купеческом портрете символическое значение), отображение социально-активного героя с развитым общественным сознанием.

Развивающиеся параллельно друг с другом купеческий и дворянский портреты в своём провинциальном изводе тяготели к лубочному искусству. Из фольклора и народных мотивов выросли их художественный язык и образность. Яркие, локальные цвета, богатство символов, легко читаемых для современников, упрощённые композиции перешли и к купеческому портрету. Таким образом, в конце XVIII-первая четверть XIX в слиянии лубочного искусства и подвидов примитивной живописи произошло становление купеческого портрета как жанра.
В его эволюции  выделяются три этапа:
1. Становление - конец XVIII - первая четверть XIX века, когда в активном взаимодействии профессионального и примитивного искусства формируется жанрообразующий образ купеческого портрета.
2. Расцвет жанра - 1825 - 1850-е годы, когда купеческий портрет приобретает черты канонически устойчивой формы и получает особенное распространение во многих регионах России
3. Угасание - 1860-е гг, когда купеческий портрет покидает сферу примитива и растворяется в профессиональном искусстве.

В 1870-х гг купеческие портреты, по-видимому, уже не создаются.

## Ярославская школа
Одной из самых крупных школ купеческого портрета была Ярославская. В Ярославле работали знаменитые мастера, заложившие каноны жанра, и группа неизвестных художников, оставившая большое количество портретов.

### Исторический контекст
В XVII веке Ярославль лежал на пересечении важнейших торговых путей из Москвы в Западную Европу и претендовал на статус одного из самых значимых для торговли городов России. Шестую часть государевой гостиной сотни составляли ярославские купцы. Успешная деятельность купечества, повышение товарооборота, увеличение количества торговых рядов привлекали в Ярославль иностранных предпринимателей, которые открывали в городе склады.

В 1721 году по указу Петра I купцы получили право покупать крестьян и приписывать их к фабрикам. Вскоре, в Ярославле была основана Большая ярославская мануфактура (купцы Затрапезные). Начался активный переход к фабричному производству и увеличение оборотов торговли.

Расцвет региона был вызван образованием в 1777 г. Ярославской губернии. Роль Ярославля как административного, культурного и экономического центра возросла. Возникла необходимость в изменении облика города и отражении его благополучия и процветания, в том числе посредством живописи.

### Основные характеристики жанра
На основе Ярославских портретов легко проследить основные черты купеческого портрета, так как работы местных мастеров (Н. Д. Мыльникова (1797—1842), И. В. Тарханова (1780—1848) репрезентативны в использованных приёмах. В целом, региональные школы схожи в манере написания купеческого портрета и восходят к единому началу. 

Общими чертами купеческого портрета будут:
- затемнённый глухой фон
- отсутствие интерьера и интереса к нему
- акцент на лично́м (лицо, руки)
- яркие, локальные цвета (часто утрированные в женском портрете)
- погрудная или поясная обрезка модели
- выбор поворота головы: анфас или 3/4

#### Мужской портрет

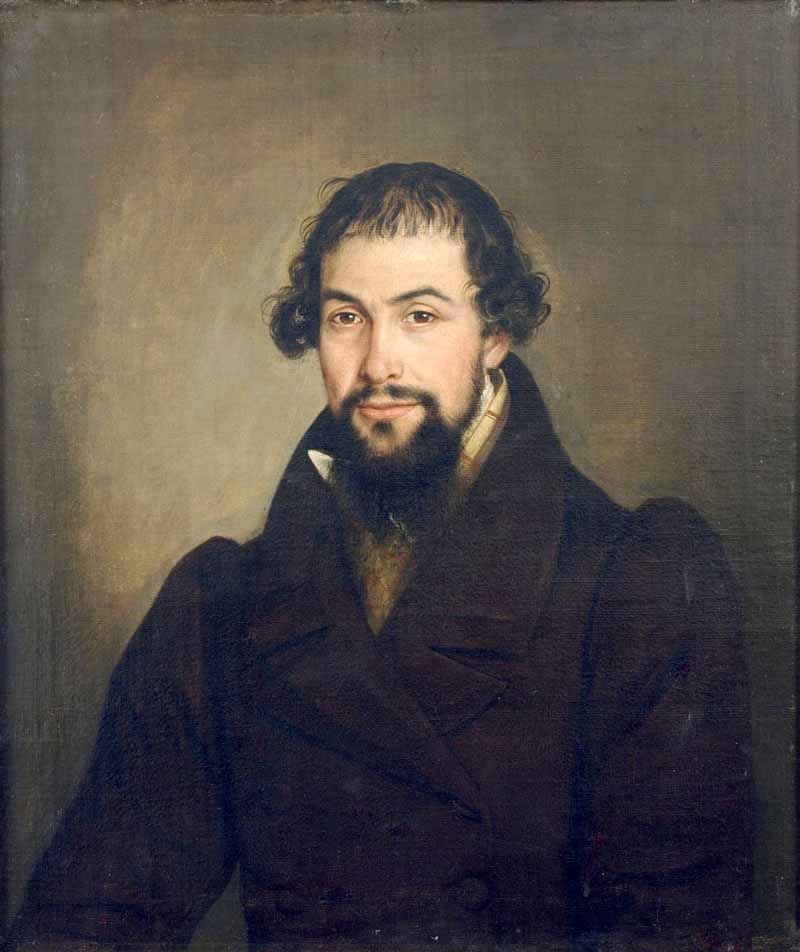
Портрет И. С. Соболева. Худ. Н. Д. Мыльников, 1830

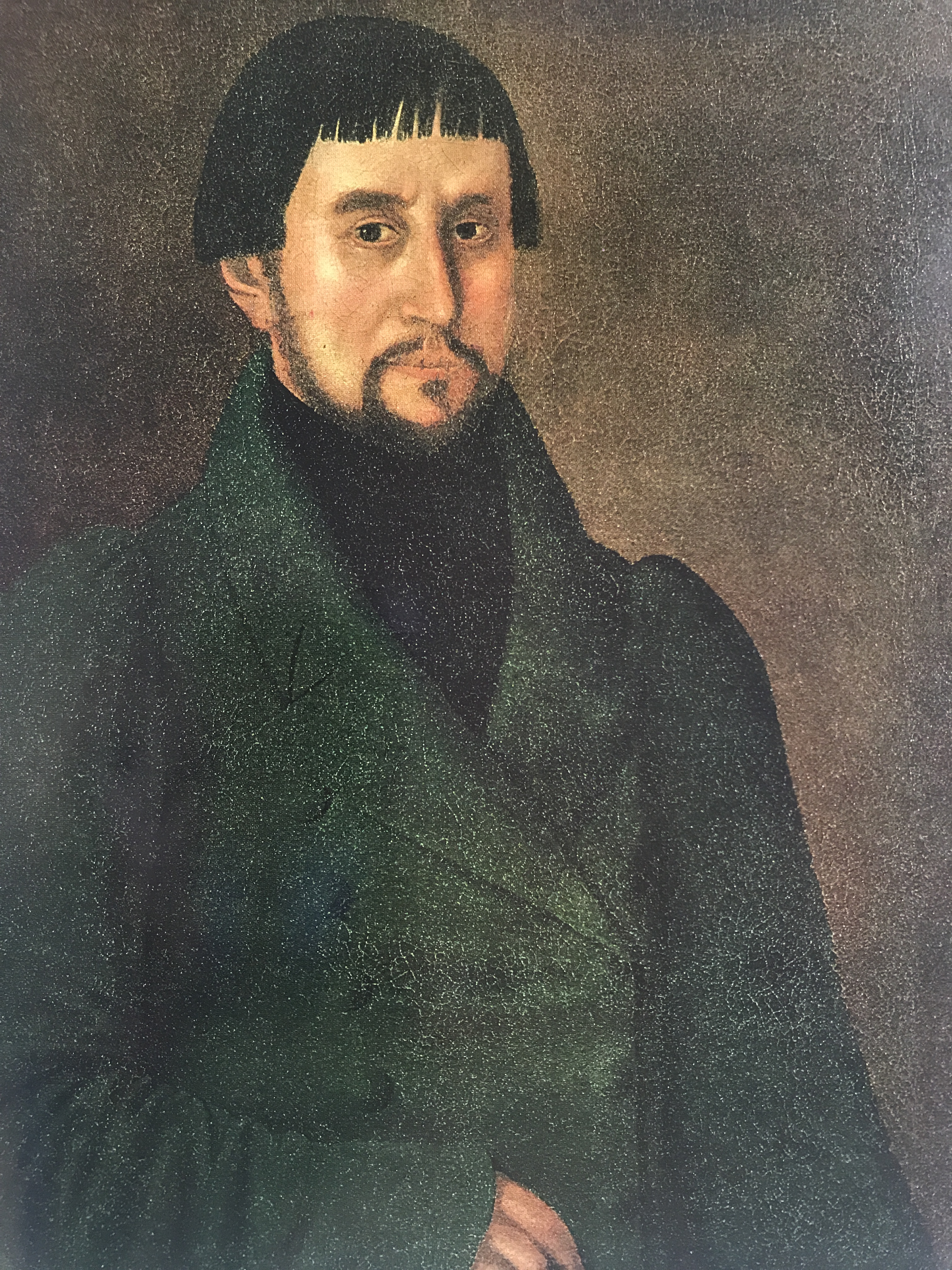
Портрет Семена Шапошникова. Худ. Тарханов И. В., 1829

Для мужского портрета будет характерно изображение бороды (как социального знака купечества), отсутствие интереса к передаче одежды (чаще всего тёмный армяк, душегрея). Для художника будет важно передать социальный и общественный статус персонажа через медали, украшения, дополнительные атрибуты (например, книга с наставлением). Акцент будет поставлен на передаче характера и образа: семьянин, любящий отец и муж, успешный предприниматель, ведущий праведную жизнь.

#### Женский портрет
Женский портрет пишется по сформулированной схеме, допускаются незначительные изменения.
— У вас, что же, почитается красотою, чтобы женщина на кочку была похожа?

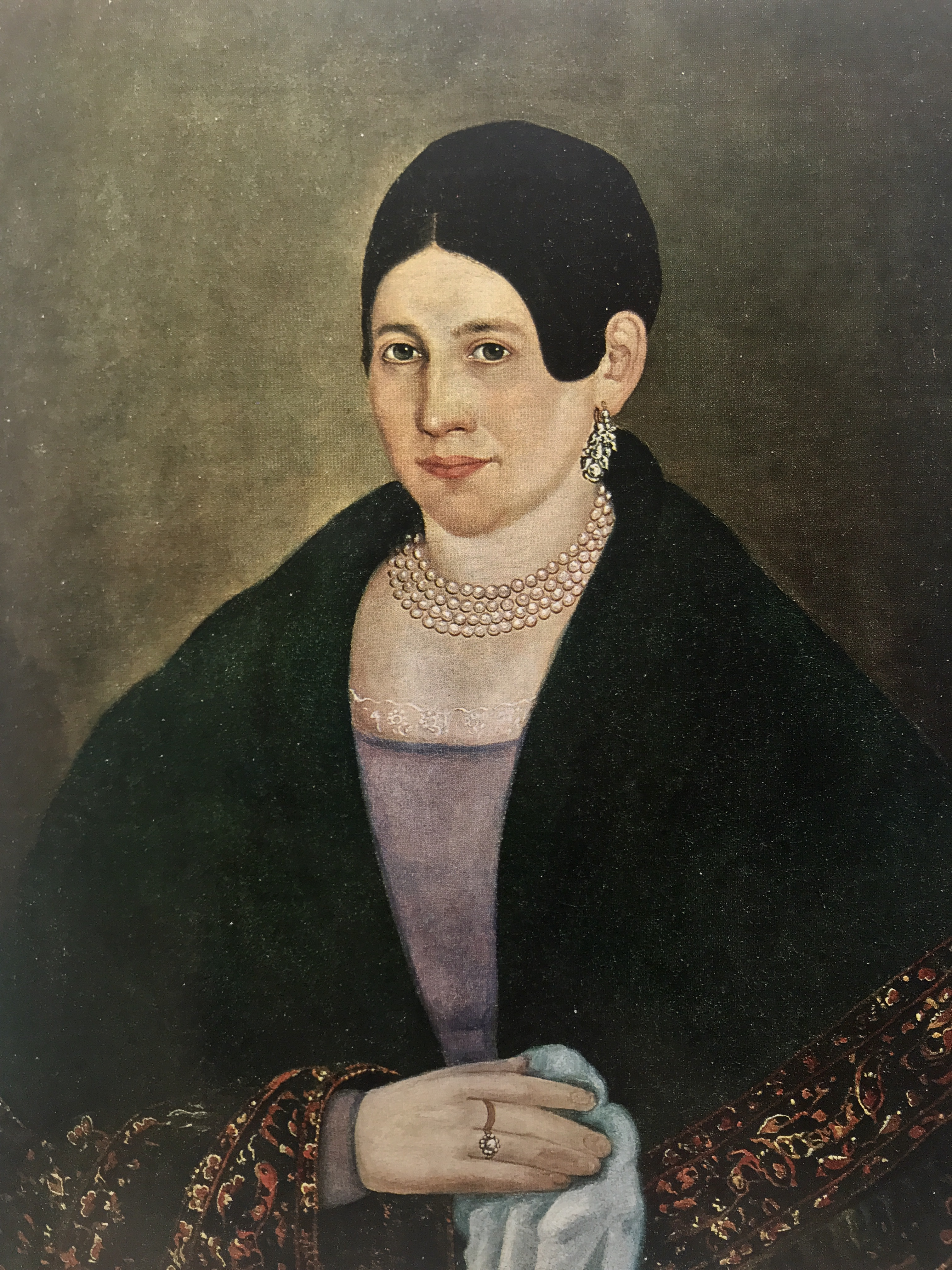
Портрет Агафьи Васильевны Дорофеевой. Худ. Н. Д. Мыльников, 1830-е

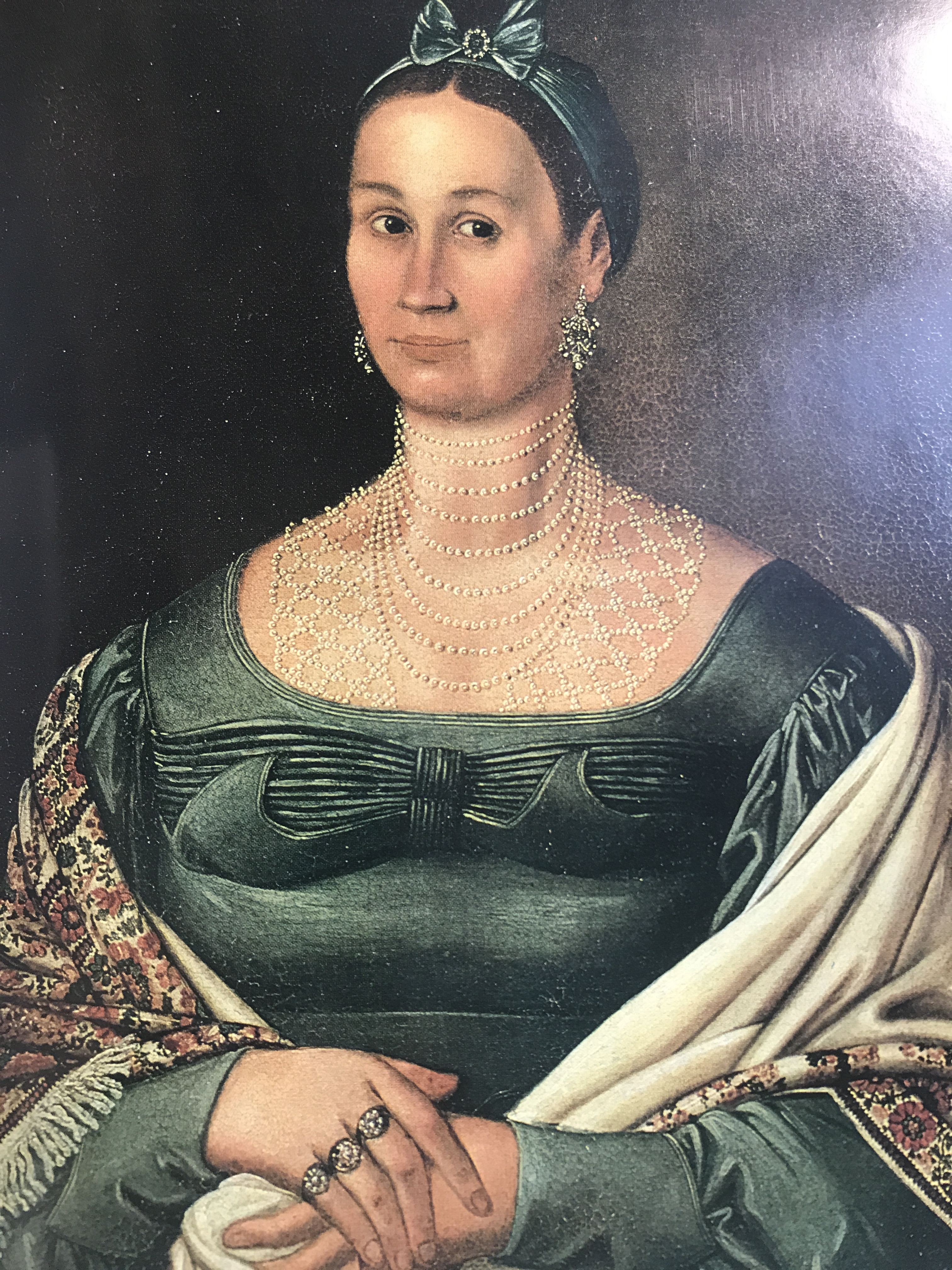

— Кочку!— повторил, улыбнувшись и не обижаясь, рассказчик. — Для чего же вы так полагаете? У нас в русском настоящем понятии насчет женского сложения соблюдается свой тип…. Мы длинных цыбов, точно, не уважаем, а любим, чтобы женщина стояла не на долгих ножках, да на крепоньких, чтоб она не путалась, а как шарок всюду каталась и поспевала… требуется, чтобы женщина была из себя понедристее и с пазушкойНиколай Лесков
Схожи будут украшения и наряды героинь: несколько бисерных нитей, шаль, голубое или зеленое платье, повязка, охватывающая голову, и платок в руках, как символ эмоциональности и мягкости. Идеалом женственности того времени будут мягкие, округлые формы, дородность. Через костюм и упрощение образа будет транслироваться идеал купеческой жены: щедрой, благовоспитанной, респектабельной, уважающей патриархальный уклад семьи.

#### Детский портрет
Через образы детей транслируются идеи почитания родителей и предков, преемственность поколений и поучение молодежи.

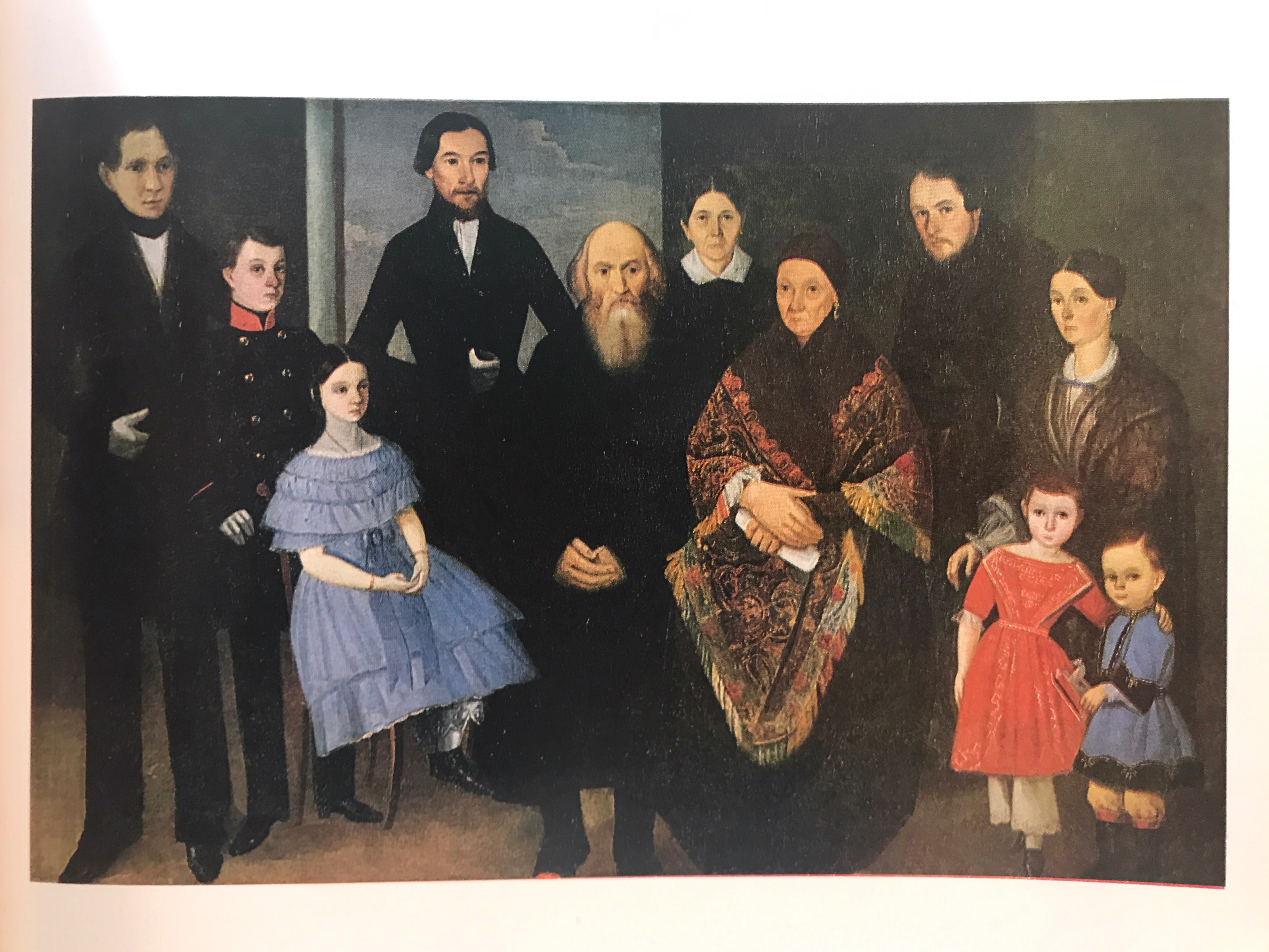